# Francis Fonseca
Pour les articles homonymes, voir Fonseca.
Francis William Fonseca, né le 11 mars 1967 à Belize City, est un homme politique bélizien qui occupe le poste de ministre des Affaires étrangères et du Commerce extérieur depuis 2024. Il a été chef du Parti uni du peuple (PUP) et chef de l'opposition du Belize de 2011 à 2016.

## Biographie
Francis Fonseca est né le 11 mars 1967 à Belize City. Il fait ses études au John's College à Belize City et à l'université de Louisiane à Lafayette, où il obtient une licence en économie. En 1994, il obtient un diplôme de droit à l'université des Indes occidentales. Il est le cousin de l'ancien représentant du PUP, Ralph Fonseca (en), qui a également fait partie du cabinet Musa.
Fonseca est élu pour la première fois à la Chambre des représentants du Belize dans la circonscription de Freetown du district de Belize en 2003. Il est procureur général et ministre de l'éducation, de la culture et du travail dans le cabinet du Premier ministre Said Musa jusqu'en février 2008, date à laquelle le PUP perd les élections générales au profit du Parti démocratique uni (UDP), parti d'opposition. Fonseca est l'un des six représentants du PUP à l'échelle nationale à conserver son siège à l'Assemblée nationale lors des élections de 2008.
À la suite de la défaite électorale et à la démission de Musa de la direction du PUP en mars 2008, le parti organise une convention pour sélectionner son nouveau leader. Fonseca est candidat à la direction du parti lors de celle-ci, et il est considéré comme le candidat préféré de l'establishment, mais il est battu par Johnny Briceño, obtenant 310 voix contre 330 pour Briceño. Fonseca se présente avec succès à la direction du PUP en 2011 après la démission de Briceño. Il dirige le parti lors des élections de 2012, au cours desquelles il est battu de justesse.
Une convention nationale est convoquée pour le 31 janvier 2016. Trois candidats se présentent pour le poste, le représentant d'Orange Walk Central, Johnny Briceño, le représentant récemment élu de Lake Independence, Cordel Hyde et le titulaire de Freetown, Francis Fonseca, s'opposent à nouveau bien qu'il ait annoncé qu'il se retirait de la vie politique.
À la suite des élections générales de novembre 2020, qui voient la victoire du Parti uni du peuple, Francis Fonseca est nommé ministre de l'Éducation, de la Culture, de la Science et de la Technologie dans le cabinet du Premier ministre Johnny Briceño. En janvier 2024, il remplace Eamon Courtenay au poste de ministre des Affaires étrangères et du Commerce extérieur, tout en conservant son poste de ministre de l'Éducation,,. Cette situation aurait dû être de courte durée, mais un an plus tard, elle reste inchangée et la charge est lourde pour Fonseca,.
Après les élections législatives de mars 2025, le poste de ministre de l’Éducation et de la Culture est confié à Oscar Requeña.